# Campionati europei di nuoto 1931
La III edizione dei campionati europei di nuoto ebbe luogo a Parigi nella piscina delle Tourelles dal 23 al 30 agosto 1931. I migliori risultati tra gli uomini sono stati ottenuti dai nuotatori ungheresi, vincitori anche del torneo di pallanuoto e della Coppa Europa per nazioni; in campo femminile sono state le nuotatrici olandesi a vincere il maggior numero di gare. Tra le prestazioni ottenute è di rilievo quella di Olivér Halassy, che ha vinto la gara dei 1500 m stile libero pur privo del piede sinistro, perso in un incidente

## Medagliere
| Posizione | Paese          |    |    |    | Totale |
| --------- | -------------- | -- | -- | -- | ------ |
| 1         | Ungheria       | 5  | 2  | 2  | 9      |
| 2         | Germania       | 3  | 4  | 4  | 11     |
| 3         | Paesi Bassi    | 3  | 2  | 0  | 5      |
| 4         | Austria        | 2  | 1  | 1  | 4      |
| 5         | Regno Unito    | 1  | 3  | 3  | 7      |
| 6         | Francia        | 1  | 2  | 2  | 5      |
| 7         | Finlandia      | 1  | 0  | 0  | 1      |
| 8         | Italia         | 0  | 1  | 3  | 4      |
| 9         | Svezia         | 0  | 1  | 0  | 1      |
| 10        | Cecoslovacchia | 0  | 0  | 1  | 1      |
| Totale    | Totale         | 16 | 16 | 16 | 48     |

## Nuoto

### Uomini
| Evento               | Oro                                                                | Perform. | Argento                                                           | Perform. | Bronzo                                                            | Perform. |
| Stile libero         |                                                                    |          |                                                                   |          |                                                                   |          |
| 100 m                | István Bárány                                                      | 59"8     | András Székely                                                    | 1'00"8   | Pavol Steiner                                                     | 1'03"0   |
| 400 m                | István Bárány                                                      | 5'04"0   | Jean Taris                                                        | 5'04"2   | Paolo Costoli                                                     | 5'16"8   |
| 1500 m               | Olivér Halassy                                                     | 20'49"0  | Giuseppe Perentin                                                 | 20'50"6  | Paolo Costoli                                                     | 21'09"4  |
| Dorso                |                                                                    |          |                                                                   |          |                                                                   |          |
| 100 m                | Gerhard Deutsch                                                    | 1'14"8   | Aladár Bitskey                                                    | 1'15"8   | Károly Nagy                                                       | 1'16"2   |
| Rana                 |                                                                    |          |                                                                   |          |                                                                   |          |
| 200 m                | Ivo Reingoldt                                                      | 2'52"2   | Karl Wittenberg                                                   | 2'54"4   | Erwin Sietas                                                      | 2'55"9   |
| Staffette            |                                                                    |          |                                                                   |          |                                                                   |          |
| 4x200 m stile libero | Ungheria András Wanié László Szabados András Székely István Bárány | 9'34"0   | Germania Karl Schubert Raimund Deiters Hans Balk Herbert Heinrich | 9'48"6   | Italia Antonio Conelli Sirio Banchelli Ettore Baldo Paolo Costoli | 9'49"0   |

### Donne
E = primato europeo
| Evento               | Oro                                                                                    | Perform. | Argento                                                               | Perform. | Bronzo                                                          | Perform. |
| Stile libero         |                                                                                        |          |                                                                       |          |                                                                 |          |
| 100 m                | Yvonne Godard                                                                          | 1'10"0   | Willemijntje den Ouden                                                | 1'11"8   | Joyce Cooper                                                    | 1'12"0   |
| 400 m                | Maria Johanna Braun                                                                    | 5'42"0 E | Joyce Cooper                                                          | 5'54"0   | Yvonne Godard                                                   | 5'54"4   |
| Dorso                |                                                                                        |          |                                                                       |          |                                                                 |          |
| 100 m                | Maria Johanna Braun                                                                    | 1'22"8   | Joyce Cooper                                                          | 1'23"6   | Phyllis Harding                                                 | 1'24"8   |
| Rana                 |                                                                                        |          |                                                                       |          |                                                                 |          |
| 200 m                | Cecelia Wolstenholme                                                                   | 3'16"4   | Jennie Kastein                                                        | 3'18"2   | Margery Hinton                                                  | 3'20"4   |
| Staffette            |                                                                                        |          |                                                                       |          |                                                                 |          |
| 4x100 m stile libero | Paesi Bassi Truus Bouwmeester Willemijntje den Ouden Maria Johanna Braun Maria Vierdag | 4'55"0   | Regno Unito Valerie Davies Phyllis Harding Jean mcDowall Joyce Cooper | 5'00"8   | Ungheria Margit Mallász Ilona Tóth Margit Sipos Magdolna Lenkei | 5'02"2   |

## Tuffi

### Uomini
| Evento          | Oro                | Perform. | Argento        | Perform. | Bronzo             | Perform. |
| Trampolino 3m   | Ewald Riebschläger | 136.22   | Maurice Lepage | 135.32   | Willi Neumann      | 134.38   |
| Piattaforma 10m | Josef Staudinger   | 111.82   | Willi Neumann  | 108.90   | Ewald Riebschläger | 107.96   |

### Donne
| Evento          | Oro         | Perform. | Argento           | Perform. | Bronzo            | Perform. |
| Trampolino 3m   | Olga Jordan | 77.00    | Madi Epply        | 72.86    | ? Schlüter        | 69.00    |
| Piattaforma 10m | Madi Epply  | 34.28    | Ingeborg Sjöqvist | 33.62    | R. Cretté-Flavier | 32.94    |

## Pallanuoto
| Evento          | Oro      | Argento  | Bronzo  |
| Torneo maschile | Ungheria | Germania | Austria |

## Trofeo dei campionati
- Coppa Europa (maschile)

i dati sono parziali
| Posizione | Paese    | Punti |
| 1         | Ungheria | 114   |
| 2         | Germania | 92,5  |
| 3         | Francia  | 86    |